# Кістки (6 сезон)
Прем'єра шостого сезону американського телесеріалу "Кістки" відбулася 23 вересня 2010 року та завершилася 19 травня 2011 року на телеканалі "Фокс" .  Шоу зберегло попередній часовий інтервал, виходячи в ефір по четвергах о 20:00 за східноєвропейським часом, а потім перенесено на четвер о 21:00 за східноєвропейським часом у 2011 році. Сезон складався з 23 епізодів і представив  серіал спінн-офф The Finder в 19-му епізоді з такою ж назвою.

## В ролях
Основна стаття: Список персонажів телесеріалу «Кістки»

### Основний склад
- Емілі Дешанель - доктор Темперанс "Кістка" Бреннан.
- Девід Бореаназ - спеціальний агент ФБР Сілі Бут.
- Мікаела Конлін - Енджела Монтенегро.
- Тамара Тейлор - доктора Камілли Сароян.
- Ті Джей Тайн - доктор Джек Годжинс.
- Джон Френсіс Дейлі - доктор Ленса Світс.

### Другорядний склад
- Патрісія Белчер - Керолайн Джуліан.
- Раян О'Ніл - Макс Кінан.
- Тай Паніц - Паркер Бут.
- Кетрін Вінник - Ханна Берлі, журналістка, дівчина Бута
- Арнольд Вослу - Джейкоб Бродскі, снайпер, антагоніст
- Ілон Голд - Пол Ліднер, гінеколог, хлопець Кем.
- Стівен Фрай - доктор Гордон Гордон Ваят.
- Тіффані Хайнс - Мішель Велтон
- Біллі Гіббонс - батько Анджели
- Дейдре Лавджой - Хізер Таффет
- Скот Лоуелл - доктор Дуглас Філмор, канадський судовий ортопед
- Тіна Марджоріно в ролі спеціального агента Женев'єв Шоу

### Інтерни
- Юджин Берд - доктор Кларк Едісон.
- Раян Картрайт - Вінсент Найджел-Мюррей.
- Майкл Грант Террі - Венделл Брей
- Карла Галло - Дейзі Вік
- Джоел Девід Мур - Колін Фішер
- Пей Вахдат - Арасту Вазірі

## Епізоди
| № серії (загалом) | № серії (в сезоні) | Назва серії                                                               | Режисер(и)          | Сценарист(и)                            | Оригінальна дата показу | Код серії | Глядачів |
| --- | ------------------ | ------------------------------------------------------------------------- | ------------------- | --------------------------------------- | ----------------------- | --------- | -------- |
| 107 | 1                  | «The Mastodon in the Room» «Мастодонт в кімнаті»                          | Ян Тойнтон          | Гарт Генсон                             | 23 вересня 2010         |           |          |
| Пройшло сім місяців після того, як Бреннан і Бут залишили країну, а Енджела та Ходжинс відлетіли до Парижа. Керолайн дзвонить їм із приводу проблем в Університеті Джефферсона. Доктор Сароян опиняється на межі звільнення. Щоб допомогти їй з розпізнаванням дитячих останків, Джуліан збирає команду Бреннан у Вашингтоні. З Афганістану прилітає Бут, котрий зустрів там кохання, а в Енджели несподівані новини для Ходжинса.                                                           |                    |                                                                           |                     |                                         |                         |           |          |
| 108 | 2                  | «The Couple in the Cave» «Пара в печері»                                  | Мілан Чейлов        | Стефан Нейтон                           | 30 вересня 2010         |           |          |
| У печері знаходять трупи, що обнялися. Судячи з портрета, зробленого Анджелою, один із них — Джордж Клуні. Тим часом з Афганістану прибуває Ханна Берлі — нове кохання агента Сілі Бута. |                    |                                                                           |                     |                                         |                         |           |          |
| 109 | 3                  | «The Maggots in the Meathead» «Личинки в голові»                          | Тім Саутем          | Дін Лопата                              | 7 жовтня 2010           |           |          |
| На пляжі знайдено труп, що розкладається прямо на очах. Жертва була учасником найпопулярнішого американського реаліті-шоу. Поки триває розслідування, Бут пропонує Ханні жити з ним, а Анджела безуспішно намагається приховати від усіх свою вагітність. |                    |                                                                           |                     |                                         |                         |           |          |
| 110 | 4                  | «The Body and the Bounty» «Труп и мисливець за головами»                  | Дуайт Літтл         | Майкл Петерсон                          | 14 жовтня 2010          |           |          |
| Окрім розслідування про смерть мисливця за злочинцями, команді доводиться мати справу з екстравагантним телеведучим, готовим на все, щоб отримати Бреннан у свою телепередачу. |                    |                                                                           |                     |                                         |                         |           |          |
| 111 | 5                  | «The Bones That Weren't» «Кістки, яких не було»                           | Жанно Шварц         | Пет Чарльз                              | 4 листопада 2010        |           |          |
| Вбити багатообіцяючого молодого танцюриста мали мотив дуже і дуже багато — доброзичливців у нього не було. Однак, розкрити злочин заважає відсутність кісток - практично всі вони знищені рідкісним грибком. Збереглися лише порожнини в бетоні, яким було залито труп... Отримуючи матеріал для нової статті, Ханна потрапляє до лікарні |                    |                                                                           |                     |                                         |                         |           |          |
| 112 | 6                  | «The Shallow in the Deep» «Мілководдя в глибині»                          | Марк Хелфрич        | Карла Кетнер                            | 11 листопада 2010       |           |          |
| Під час ідентифікації загиблих на судні, що перевозило рабів Амелія Роуз, яке затонуло 150 років тому, знайдено тіло юнака, вбитого нещодавно. У ході розслідування Буту та Бреннан доводиться відвідати «круїз пуми», де жінки у віці проводять час із молодими хлопцями. Тим часом Кем виявляє особистий зв'язок з однією з жертв Амелії Роуз, а Світс розуміє, що платонічних відносин із Дейзі йому недостатньо.                                                                         |                    |                                                                           |                     |                                         |                         |           |          |
| 113 | 7                  | «The Babe in the Bar» «Красуня в шоколаді»                                | Тім Саутем          | Карін Розенталь                         | 18 листопада 2010       |           |          |
| У найбільшій у світі плитці шоколаду виявлено труп. Команда вирушає на шоколадну фабрику. Тим часом у Кем та її прийомної дочки виникають розбіжності щодо вибору коледжу. |                    |                                                                           |                     |                                         |                         |           |          |
| 114 | 8                  | «The Twisted Bones in the Melted Truck» «Перекручені кістки у вантажівці» | Гордон К. Лонгсдейл | Джош Бернман                            | 2 грудня 2010           |           |          |
| У вантажівці, що згоріла, знайдено розплавлений скелет. Розслідування приводить Бута та Бреннан до місцевої школи. Можливо, розгадка криється у забороненому зв'язку між учителем та учнем. Тим часом Ханна намагається налагодити стосунки з Паркером, а Світс допомагає Дейзі підготуватися до психологічного тестування. |                    |                                                                           |                     |                                         |                         |           |          |
| 115 | 9                  | «The Doctor in the Photo» «Лікар на фотографії»                           | Єн Томпсон          | Карла Кеттнер                           | 9 грудня 2010           |           |          |
| У ході розслідування таємничої смерті хірургині знаменита об'єктивність Бреннан зазнає серйозного випробування. Відкриваючи нові докази, Бреннан знаходить все більше і більше схожості між собою та жертвою. Це змушує її замислитись над деякими своїми вчинками. |                    |                                                                           |                     |                                         |                         |           |          |
| 116 | 10                 | «The Body in the Bag» «Тіло в душі»                                       | Кейт Вудс           | Джанет Лін                              | 20 січня 2011           |           |          |
| У ході розслідування справи про труп, знайдений у душі, виявляється зв'язок із торгівлею підробленими сумками. Тим часом Ходжинс та Анджела приймають важливе рішення про їхнє подальше сімейне життя, а Бут розповідає Ханні про почуття Бреннан до нього. |                    |                                                                           |                     |                                         |                         |           |          |
| 117 | 11                 | «The Bullet in the Brain» «Куля в мозку»                                  | Девід Боріаназ      | Керін Ашер                              | 27 січня 2011           |           |          |
| У той момент, коли знаменита вбивця Копач могил має вирушити на страту, її раптово вбиває снайпер пострілом у голову. Бут і Бреннан повинні дізнатися, хто ж скоїв це вбивство. У ході розслідування стає відомо, що постріл зробив дуже досвідчений снайпер, знайомий з Бутом. |                    |                                                                           |                     |                                         |                         |           |          |
| 118 | 12                 | «The Sin in the Sisterhood» «Гріх в сестринстві»                          | Роб Харді           | Керін Ашер                              | 3 лютого 2011           |           |          |
| Лікар Сароян тільки-но зібралася пообідати зі своїм хлопцем, як у його пацієнтки почалися пологи, а їй на телефон надійшов дзвінок. У безкраїх просторах кукурудзяного поля виявлено труп фермера. Висновок експертів: отруєний, а потім застрелений однією з його трьох дружин... |                    |                                                                           |                     |                                         |                         |           |          |
| 119 | 13                 | «The Daredevil in the Mold» «Шибайголова в форме»                         | Дуайт Літтл         | Дін Лопата                              | 10 лютого 2011          |           |          |
| Останки велосипедиста знайшли на даху складу. Світс просить у Бута поради. Бут планує довести свою відданість Ханні не словом, а ділом. |                    |                                                                           |                     |                                         |                         |           |          |
| 120 | 14                 | «The Bikini in the Soup» «Бікіні в супі»                                  | Ян Тойнтон          | Лайла Олівер                            | 17 лютого 2011          |           |          |
| Коли в солярії знаходять рідкі останки організатора весіль, Кем тисне на команду, щоб вони працювали швидше, щоб вона могла провести час зі своїм хлопцем. Кларк допомагає Ходжинсу організувати найкращий подарунок для Енджели. |                    |                                                                           |                     |                                         |                         |           |          |
| 121 | 15                 | «The Killer in the Crosshairs» «Вбивця на прицілі»                        | Мілан Чейлов        | Майкл Петерсон                          | 10 березня 2011         |           |          |
| Після успішного вбивства Копача могил, снайпер Джейкоб Бродськи завдає ще одного удару, вбивши потенційного підозрюваного, який уникнув правосуддя. Бут використовує свою підготовку, щоб спробувати зупинити Джейкоба. Батько Енджели приїжджає до Джефферсона і пропонує своє ім'я для майбутнього онука. |                    |                                                                           |                     |                                         |                         |           |          |
| 122 | 16                 | «The Blackout in the Blizzard» «Блекаут під час заметілі»                 | Девід Бореаназ      | Карін Розенталь                         | 17 березня 2011         |           |          |
| Під час хуртовини, яка викликає загальноміський збій в електропостачанні, команда має розкрити справу про вбивство, яке може бути пов'язане з можливим вірусним спалахом конго-кримської геморагічної лихоманки (ККГЛ). Бут і Бреннан опинилися у пастці всередині ліфта під час відключення електроенергії, а Світс зовні намагається завести розмову про стосунки Бута та Бреннан. Тим часом, Енджела та Ходжинс отримують тривожні новини, які можуть вплинути на здоров'я їхньої дитини. |                    |                                                                           |                     |                                         |                         |           |          |
| 123 | 17                 | «The Feet on the Beach» «Ступні на пляжі»                                 | Еміль Левісетті     | Пет Чарльз                              | 7 квітня 2011           |           |          |
| Після повені на кордоні США та Канади виявлено вісім пар відсічених ніг, при цьому сім пар належать трупам з прилеглої «ферми тіл». Бреннан має працювати з канадським судовим ортопедом доктором Дугласом Філмором. Тим часом Кем продовжує будувати плани щодо коледжу для своєї дочки. |                    |                                                                           |                     |                                         |                         |           |          |
| 124 | 18                 | «The Truth in the Myth» «Правда в міфі»                                   | Чад Лоу             | Джонатан Голдштейн і Джон Френсіс Дейлі | 14 квітня 2011          |           |          |
| Знаменитого телеведучого, який займається спростуванням міфів, знайдено вбитим. Усі сліди вказують на те, що його вбив Чупакабра... |                    |                                                                           |                     |                                         |                         |           |          |
| 125 | 19                 | «The Finder» «Шукач»                                                      | Деніел Сакхайм      | Гарт Генсон                             | 21 квітня 2011          |           |          |
| Знайдено останки охоронця морського музею, після спроби вкрасти фрагмент морської карти 18-го століття, який використовувався для пошуку скарбів. Щоб знайти її, а також вбивцю, Бут і Бреннан співпрацюють з Уолтером, людиною, яка може знайти все, що завгодно. |                    |                                                                           |                     |                                         |                         |           |          |
| 126 | 20                 | «The Pinocchio in the Planter» «Піноккіо в клумбі»                        | Франсуа Вель        | Кіт Фоглесонг                           | 28 квітня 2011          |           |          |
| Хлопчик, що підглядає за жінками в душі, випадково падає у клумбу і знаходить труп чоловіка, який перебуває в клубі радикальної чесності. У цей час Енджела злиться на Ходженса, який опікає її настільки нав'язливо, аж до щоденної шнурівки її взуття. А Венделл приймає надто близько до серця доктрину радикальної чесності. |                    |                                                                           |                     |                                         |                         |           |          |
| 127 | 21                 | «The Signs in the Silence» «Звуки в тиші»                                 | Дуайт Літтл         | Джанет Лін і Стефан Нейтан              | 5 травня 2011           |           |          |
| На вулиці знайдено глухоніму 15-річну дівчину, забруднену кров'ю, з ножем у руках. Команда вважає, що дівчина є відповідальною за нещодавнє вбивство. Тим часом Енжела тримає Ходжинса у невіданні щодо деяких деталей її вагітності. |                    |                                                                           |                     |                                         |                         |           |          |
| 128 | 22                 | «The Hole in the Heart» «Діра в серці»                                    | Алекс Чаппл         | Карла Кетнер і Керін Ашер               | 12 травня 2011          |           |          |
| Бреннан та молодий інтерн Джефферсона Вінсент Найджел-Мюррей досліджує останки останньої жертви Джейкоба — «снайпера на волі» Бродськи. А тим часом Бут та його помічник спеціальний агент Дженні Шоу, сповнені рішучості зловити Джейкоба. |                    |                                                                           |                     |                                         |                         |           |          |
| 129 | 23                 | «The Change in the Game» «Зміни в грі»                                    | Ян Томпсон          | Гарт Генсон і Стефан Нейтан             | 19 травня 2011          |           |          |
| Команда ідентифікує жахливі останки гравця в боулінг, які були знайдені в одному з автоматичних пінспотерів. Після того, як справа зайшла в глухий кут, Бут і Бреннан вирішують під прикриттям знайти докази, вступивши в команду з боулінгу. |                    |                                                                           |                     |                                         |                         |           |          |